# DJ Skudero
DJ Skudero, de son vrai nom Marc Escudero Gonzálvez, né le 6 mars 1976 à Terrassa (province de Barcelone), est un producteur et DJ de makina et techno hardcore espagnol. Il est résident de la renommée discothèque catalane Pont Aeri, entre 1995 et 2012, avec son frère Xavi Metralla et deux autres producteurs, DJ Sonic et Javi Molina.

## Biographie
Marc Escudero Gonzálvez popularise le genre musical makina à l'aide de son frère, Xavi Metralla, et de Rubén Moreno (Ruboy), avec le morceau Flying Free sous le nom de groupe Pont Aeri Vol. 4 en 2000. Le morceau devient le plus emblématique de la discothèque homonyme, et l'un des plus reconnaissables de la makina. Le père de Marc était l'un des membres fondateurs du Pont Aeri. Quand ils allaient à l'école, Marc et Xavi passaient l'après-midi à jouer avec les platines et les lumières.
Durant toute sa carrière, il a joué dans plus de 200 salles en Espagne et à l'international incluant Tunnel (Hambourg), The New Monkey (Newcastle), Le Jame's (Villemur-sur-Tarn, aux alentours de Toulouse), au Marina Park (Perpignan) et au Pachá (Miami Beach). En parallèle, certains de ses singles atteignent les classements musicaux espagnols à la fin des années 1990 et début des 2000. Ces morceaux incluent Fluor, Elements I, Elements II, Extasia (remixé par Dr. Who), Pont Aeri Vol. 2, et Pont Aeri Vol. 3.
En août 2017, Skudero joue avec son frère, et notamment Ricardo F et le tandem Pastis & Buenri, au Mediterranea Electrònic Festival. En septembre 2017, il joue au Parque del Bicentenario avec DJ Mecha Loca et Mi Karma.

## Discographie
| Année                                                   | Single                                              | Position | Album              |
| Année                                                   | Single                                              | ESP      | Album              |
| ------------------------------------------------------- | --------------------------------------------------- | -------- | ------------------ |
| 1996                                                    | Pont Aeri (Pastis - Buenri - Skudero)               | —        | Singles uniquement |
| 1996                                                    | Extasia (remix de Dr. Who)                          | 6        | Singles uniquement |
| 1996                                                    | Pont Aeri Vol. 2 (Buenri & Skudero)                 | 2        | Singles uniquement |
| 1996                                                    | Kript-On                                            | —        | Singles uniquement |
| 1997                                                    | Pont Aeri Vol. 3 (Skudero & Xavi Metralla)          | 5        | Singles uniquement |
| 1997                                                    | Fluor                                               | 8        | Singles uniquement |
| 1998                                                    | Infectious Flight (Skudero meets Gollum)            | —        | Singles uniquement |
| 1998                                                    | Elements                                            | 1        |                    |
| 1999                                                    | Elements II                                         | 1        |                    |
| 2002                                                    | Nothing Compares 2 U                                | —        |                    |
| 2004                                                    | White Flag (Remix)                                  | —        |                    |
| 2005                                                    | Pont Aeri Vol. 2 - The Countdown (Buenri & Skudero) | —        |                    |
| « — » montre que le single n'a atteint aucun classement |                                                     |          |                    |